# 江島神社
江島神社（日语：／*/?）是一座位于日本神奈川縣藤澤市江之島的神社。现在是神社本廳的別表神社，也被公认为是日本三大辯天之一。

## 祭神

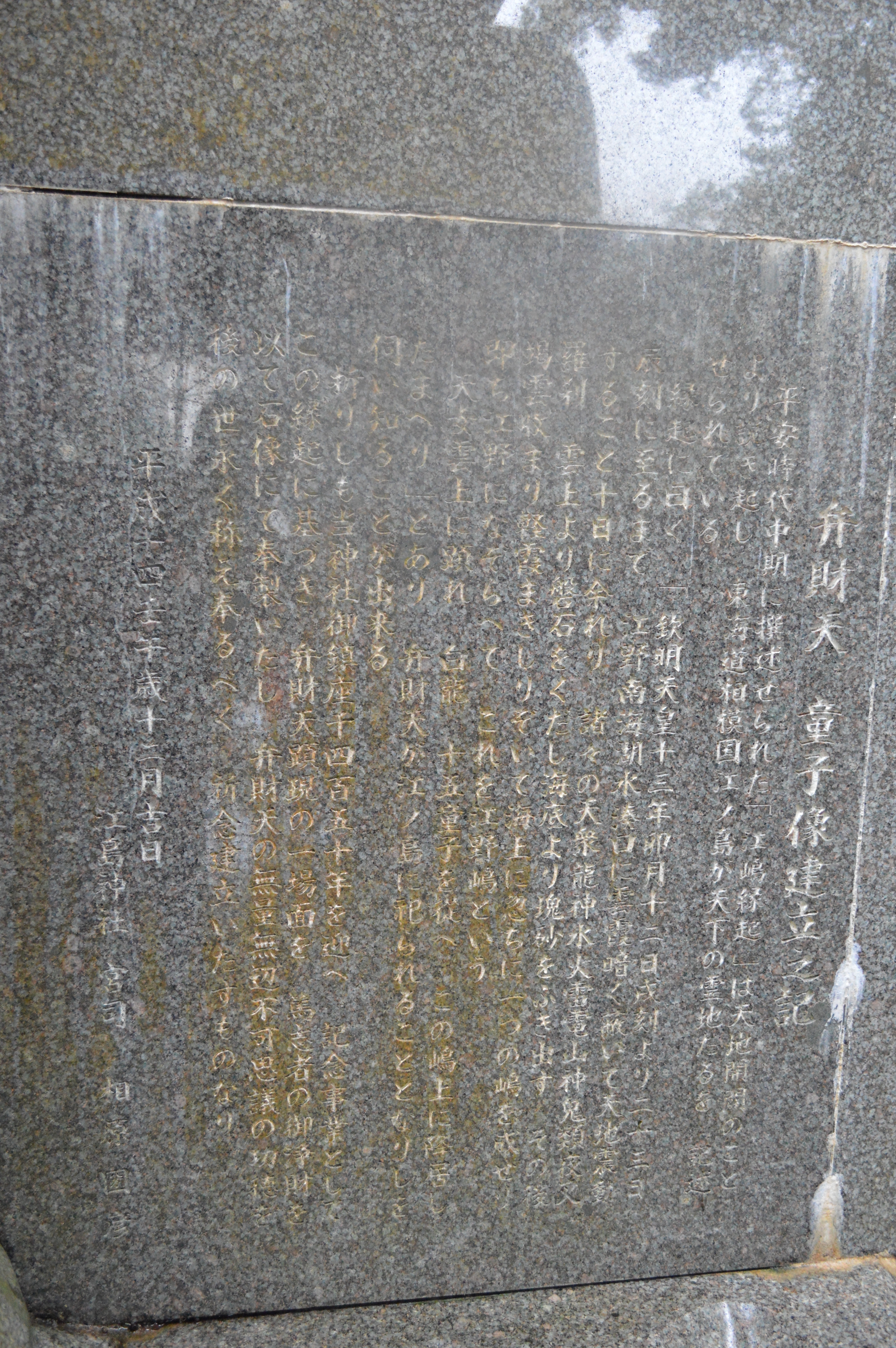
辯才天童子像建立之記

該神社主要供奉宗像三女神。而位於江之岛西方的「奥津宮」供奉多紀理毘賣命，位於江之岛中心的「中津宮」供奉市寸島比賣命，位於江之岛北方的「邊津宮」供奉多岐都比賣命，三者統稱「江島大神」。
到了江户时代，這裡祭祀的辯才天則被稱為江島辯天、江島明神。

## 文物

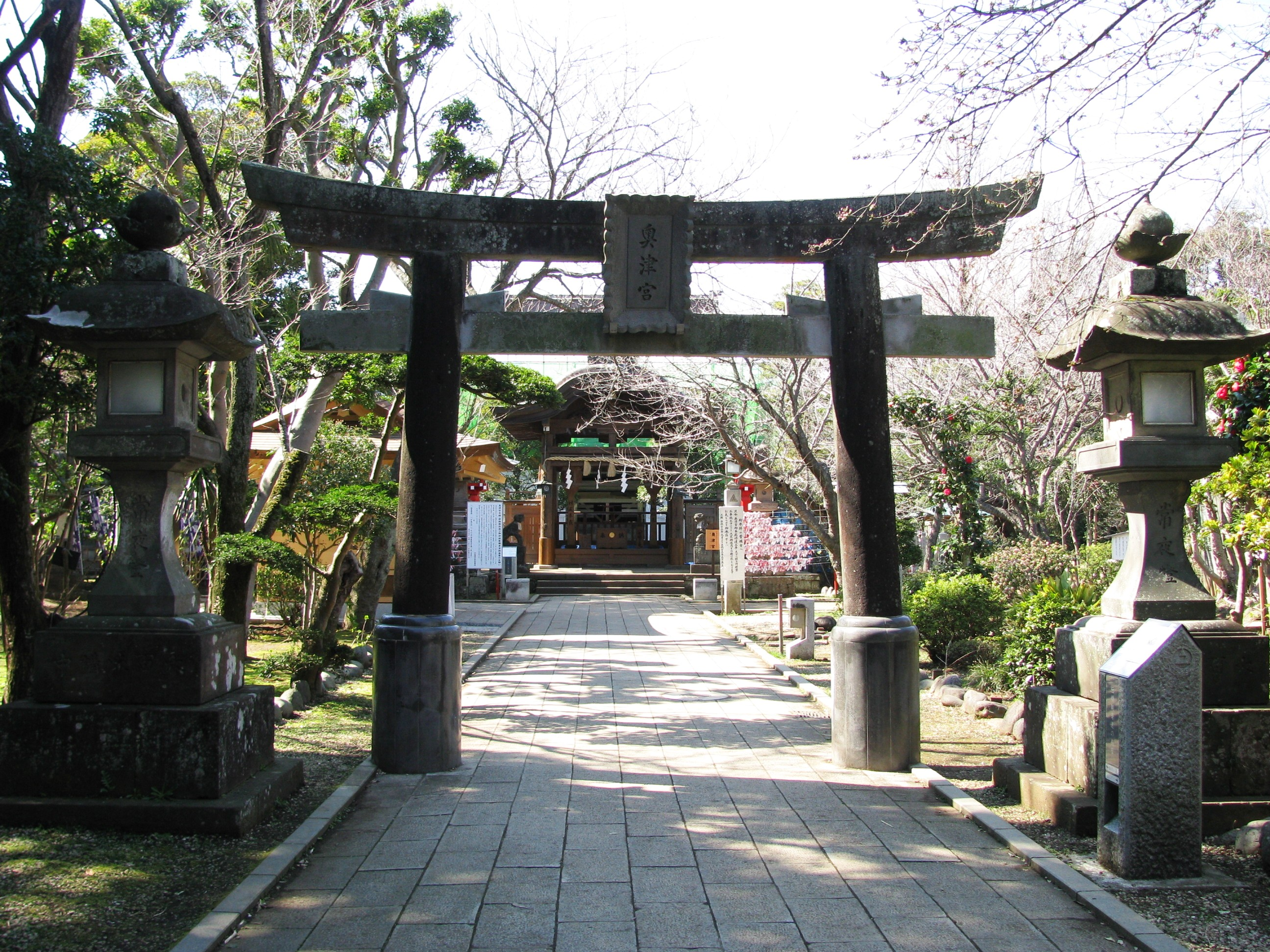
奥津宮（2011年3月27日）

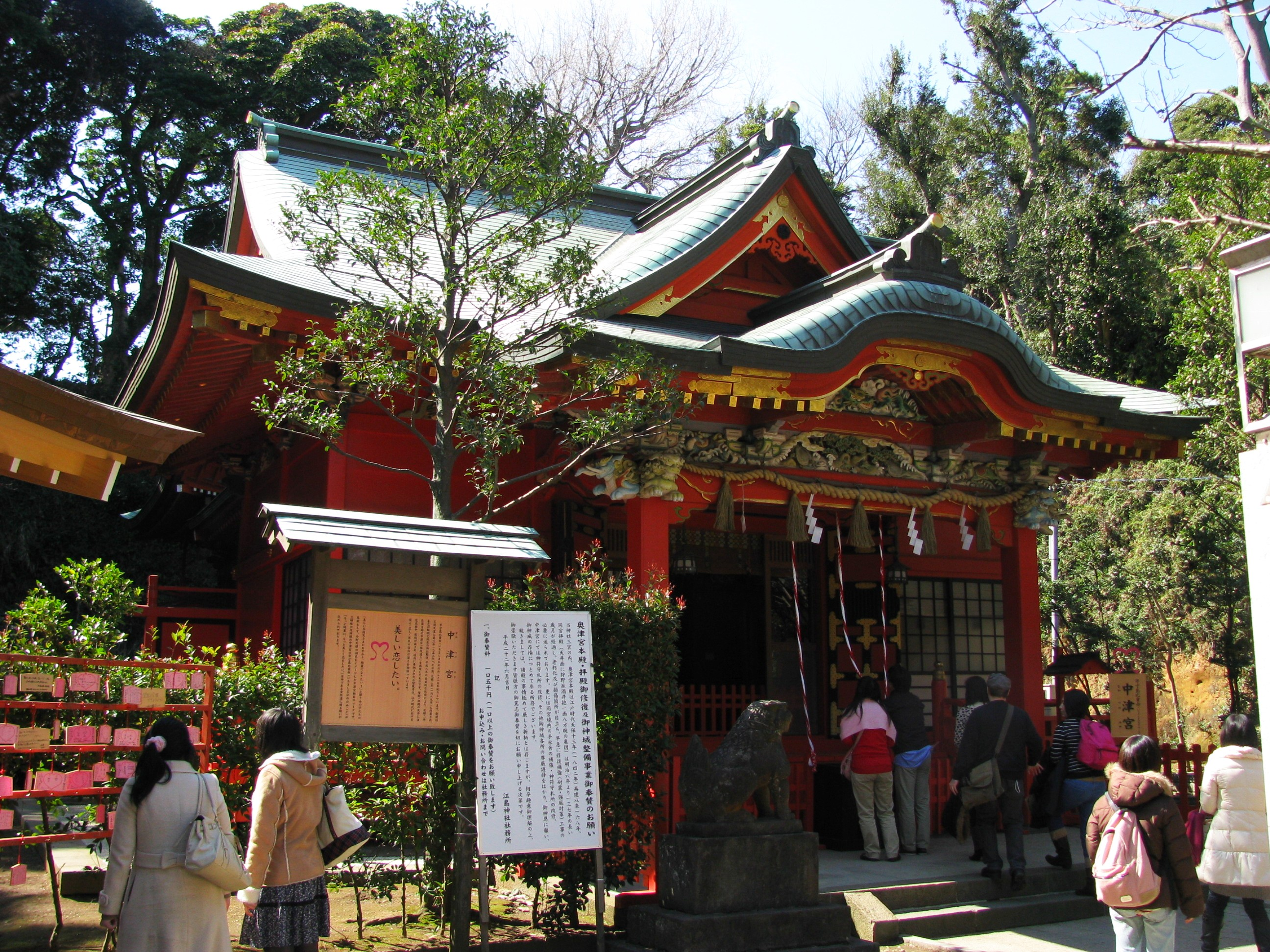
中津宮（2011年3月27日）

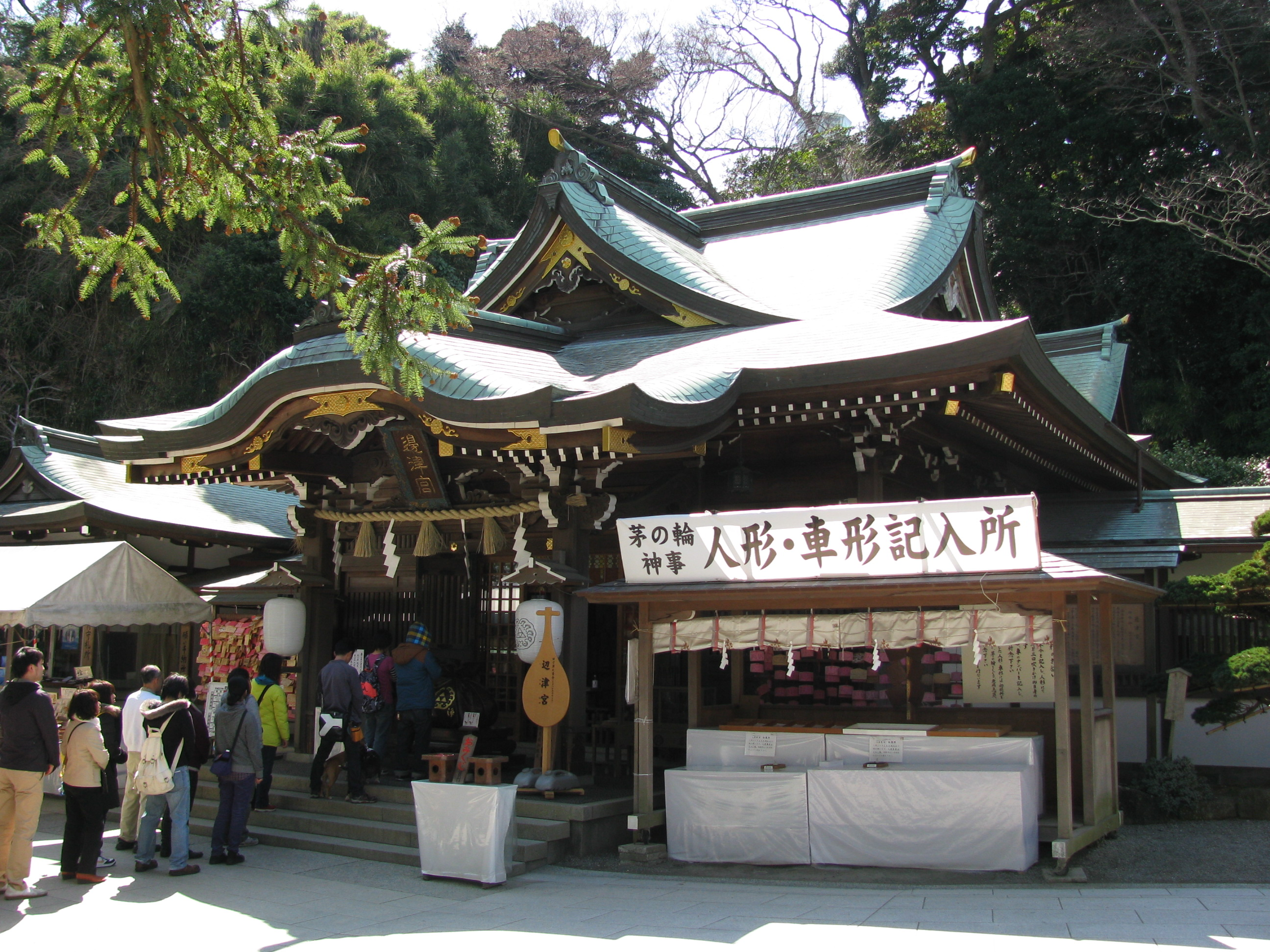
邊津宮（2011年3月27日）

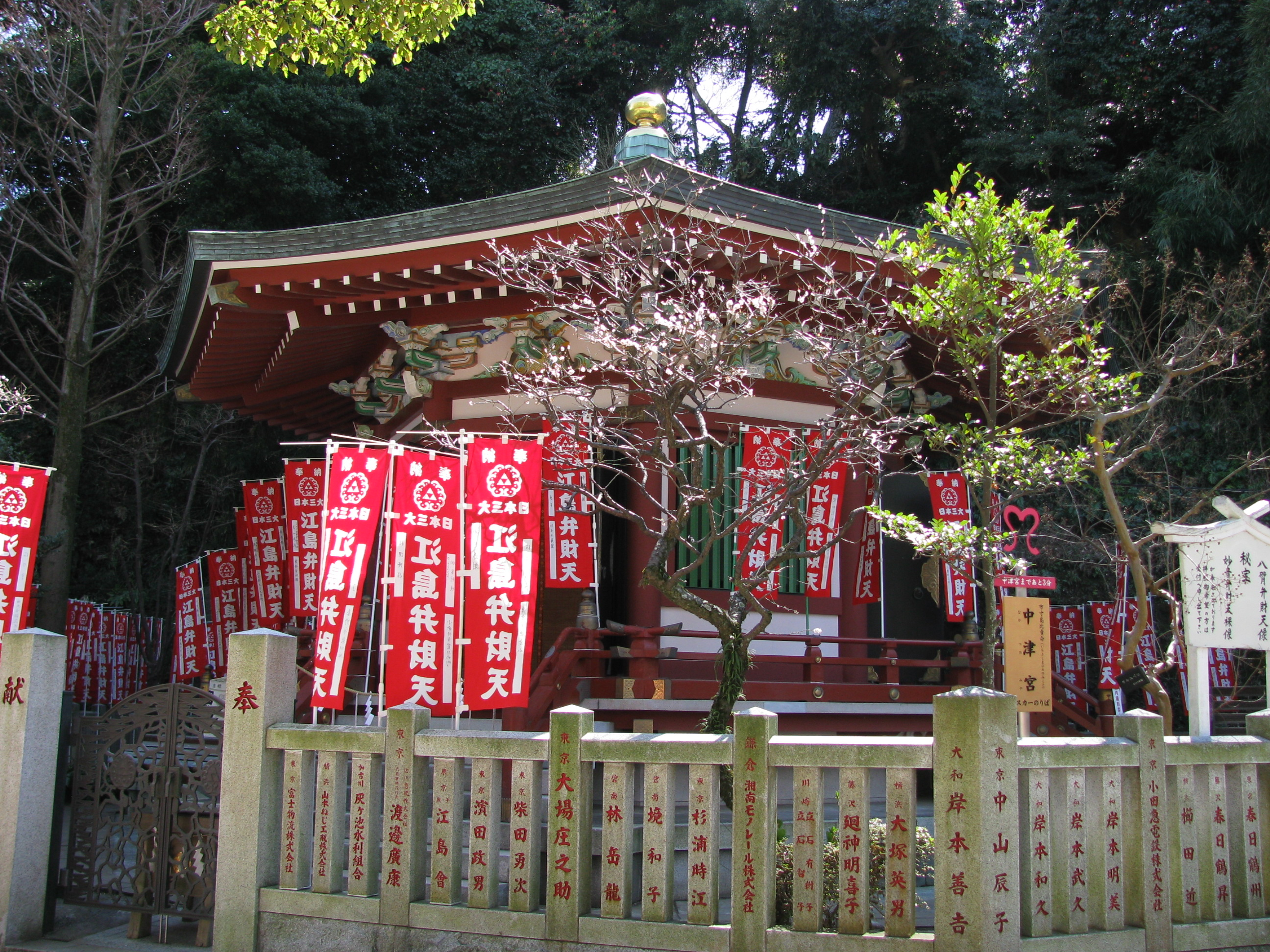
奉安殿（辯天堂）

- 奥津宮：舊本宮。供奉多紀理毘賣命。本殿始建於天保13年，並於1842年重建。
- 中津宮：舊上之宮。供奉市寸島比賣命。始建於仁寿3年(853年)，並於元祿2年(1689年)改建。
- 邊津宮：舊下之宮。供奉多岐都比賣命。建永元年(1206年)源實朝創建。現今神社本殿為延寶3年(1675年)重建。
- 奉安殿（辯天堂）：供奉八臂辯才天和妙音辯才天。
- 境內社
  - 八坂神社:供奉須佐之男命。主殿是弘化元年(1844年)重建的。
  - 龍宫：供龍宮大神。
  - 稻荷神社
  - 秋葉神社
- 瑞心門：是龍宮城的樓門。
- 青銅鳥居：境內入口的一座青铜鳥居，位於江之岛入口附近。

### 文化財產

#### 日本國指定重要文化財產
- 木造彩色八臂辯才天坐像（彫刻） [2][3]

#### 其他
- 肥前國藤原正廣作太刀：縣指定（工藝品）
- 看相四面八方的龜（八方睨みの亀）：市指定（繪畫）
- 江島緣起：市指定（書跡）
- 青銅鳥居：市指定文化財產（建造物）

## 外部連結
- 江島神社（官網）